# Preservation of the Sign Language
Pour plus de détails, voir Fiche technique et Distribution.
Preservation of the Sign Language est un film de quatorze minutes présentant George Veditz, à l'époque président de la National Association of the Deaf (NAD), une association américaine, plaidant en langue des signes pour le droit des sourds à utiliser ce moyen d'expression au lieu d'une communication orale. Rendu sourd par la scarlatine à l'âge de huit ans, George Veditz fut l'un des premiers réalisateurs de film en langue des signes américaine. Prenant soin de faire des gestes précis et amples pour la caméra, Veditz choisit des passages véhéments de la Bible pour donner à son propos une charge émotionnelle. Veditz réalise ce film pour la NAD dans le but de laisser, à la postérité, un témoignage de l'usage de la langue des signes, à une époque ou les « oralistes », ceux qui promouvaient la lecture sur les lèvres et la parole au lieu de l'emploi de la langue des signes, gagnaient en influence. Le film témoigne de la manière dont les sourds américains débattaient de ces thèmes et de la compréhension qu'en avait le public à l'aube de la première guerre mondiale.
En 2010, ce film a été choisi pour être inscrit au National Film Registry par la Bibliothèque du Congrès.